# Élections législatives italiennes de 1904
Les élections législatives italiennes de 1904 (en italien : Elezioni politiche italiane del 1904) ont eu lieu du 6 novembre 1904 au 13 novembre 1904.
Elles font suite à la dissolution de la Chambre des députés obtenu par Giovanni Giolitti après les intenses mouvements de grève qui ont touché les grandes villes du pays fin septembre. Faisant campagne contre les dangers de l'idéologie socialiste, il emporte largement le scrutin.

## Partis et chefs de file
| Parti | Parti                                 | Idéologie                              | Chef de file        |
| ----- | ------------------------------------- | -------------------------------------- | ------------------- |
|       | Gauche historique                     | Libéralisme, Centrisme                 | Giovanni Giolitti   |
|       | Parti socialiste italien              | Socialisme, Socialisme révolutionnaire | Filippo Turati      |
|       | Droite historique                     | Conservatisme, Monarchisme             | Tommaso Tittoni     |
|       | Parti radical italien                 | Radicalisme, Républicanisme            | Ettore Sacchi       |
|       | Parti républicain italien             | Républicanisme, Radicalisme            | Napoleone Colajanni |
|       | Union électorale catholique italienne | Cléricalisme, Démocratie chrétienne    | Ottorino Gentiloni  |

## Résultats
| Parti                               | Parti                                 | Voix      | %     | Sièges | +/-        |
| ----------------------------------- | ------------------------------------- | --------- | ----- | ------ | ---------- |
|                                     | Gauche historique                     | 777 345   | 50,90 | 339    | 43         |
|                                     | Parti socialiste italien              | 326 016   | 21,35 | 29     | 4          |
|                                     | Droite historique                     | 212 584   | 13,92 | 76     | 40         |
|                                     | Parti radical italien                 | 128 002   | 8,38  | 37     | 3          |
|                                     | Parti républicain italien             | 75 225    | 4,93  | 24     | 5          |
|                                     | Union électorale catholique italienne | 8 008     | 0,52  | 3      |            |
| Votes invalides/blancs              | Votes invalides/blancs                | 66 706    |       |        |            |
| Total                               | Total                                 | 1 593 886 | 100,0 | 508    | stagnation |
| Électeurs enregistrés/participation | Électeurs enregistrés/participation   | 2 541 327 | 62,72 |        |            |